# Cavalcada de Reis de Cardona

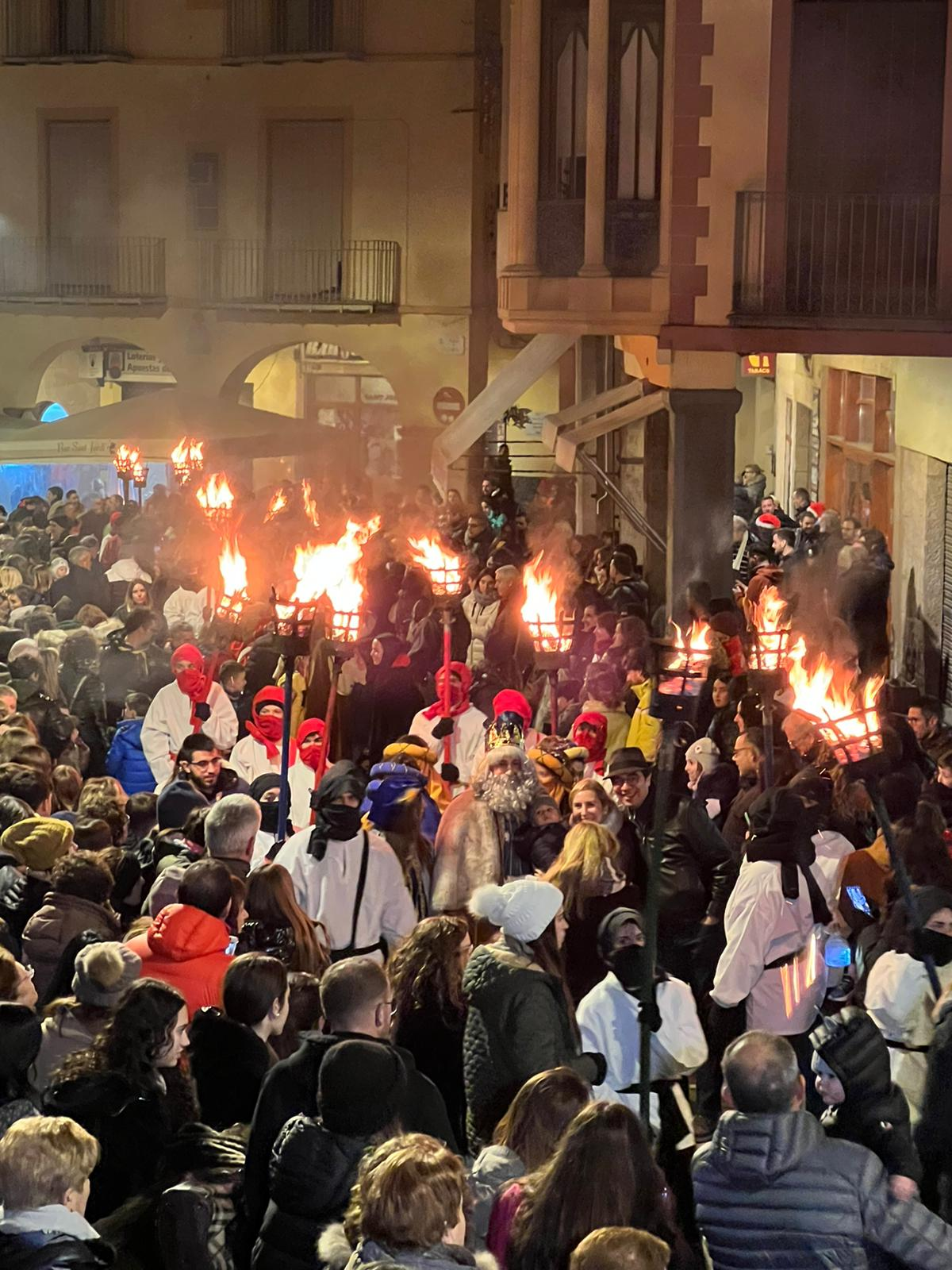
Cavalcada dels Reis d'Orient a la Plaça de la Fira de Cardona (2023)

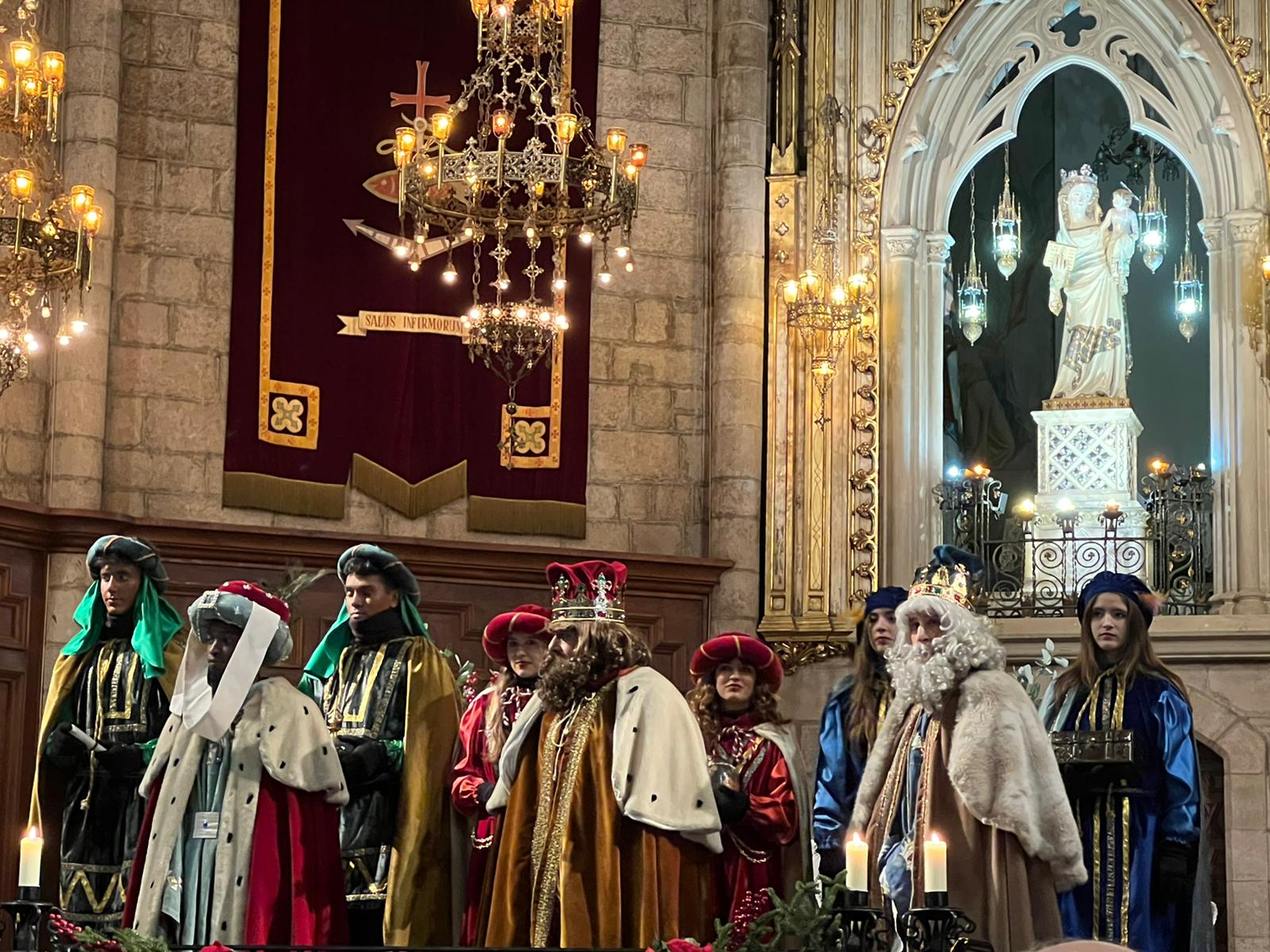
Els Reis d'Orient dins de l'església de Sant Vicenç de Cardona (2023)

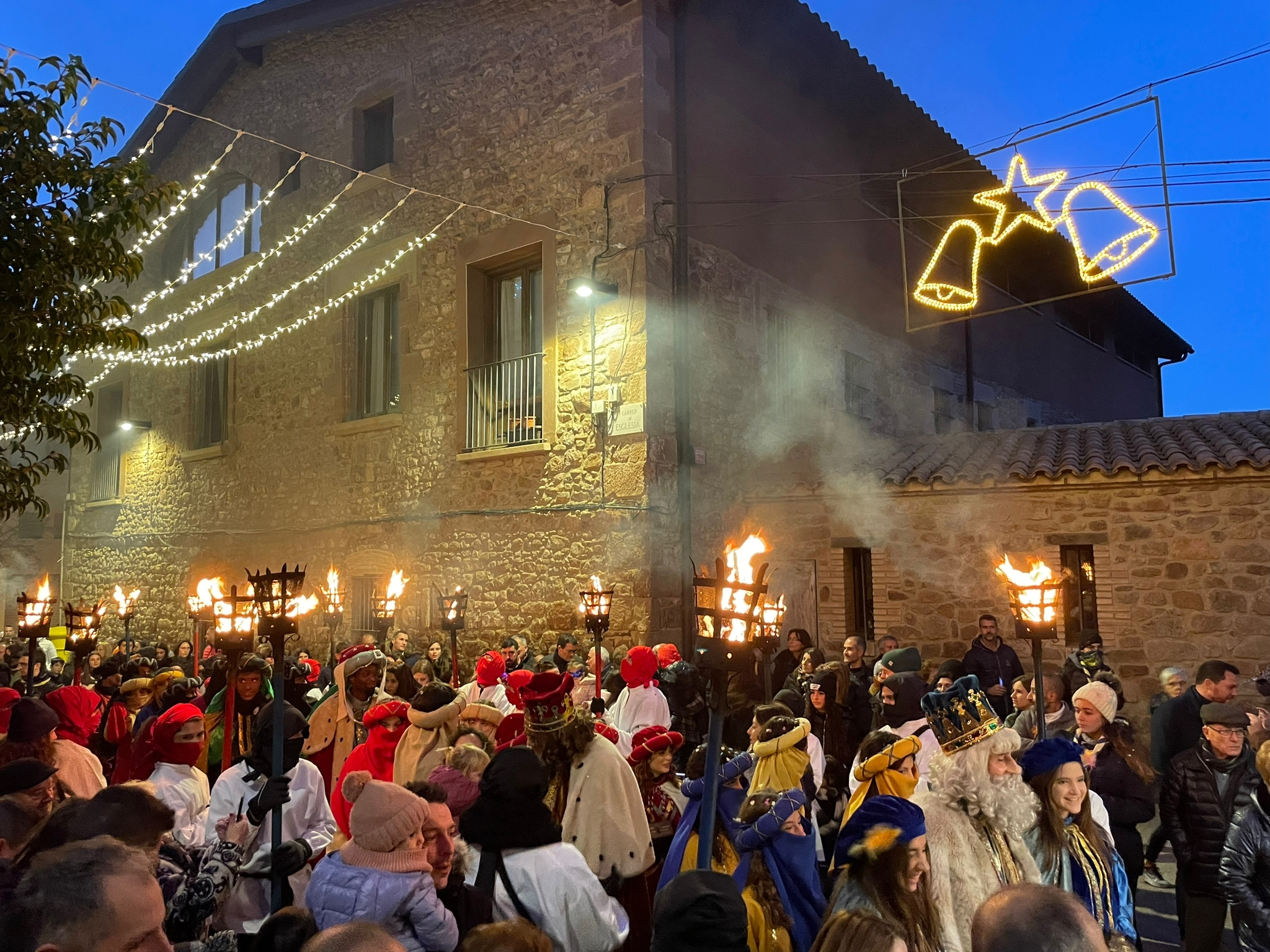
Cavalcada dels Reis d'Orient a la Coromina (2023)

La cavalcada de Reis de Cardona és una representació centenària de l'arribada dels Reis d'Orient datada des de l'any 1902.
La realització de la cavalcada a Cardona es deu a Mossèn Josep Mas i Margineda (1841-1913), un cardoní molt implicat en la vida cultural de la vila. Formava part del Patronat Obrer de Sant Josep i n'era director de la seva coral. Segons el seu dietari, sembla que ell fou l'artífex de la representació de l'arribada dels Reis d'Orient a Cardona. Actualment l'Agrupament Escolta Hug Folc i l'Ajuntament de Cardona són els encarregats d'organitzar-la.

## La música
La música va ser un aspecte molt cuidat ja des dels orígens per mossèn Mas i Margineda, que va compondre un seguit de peces que conduïen l'acte. Actualment, una d'aquestes peces és interpretada per la Banda de Música de Cardona durant tota la cavalcada; és la Marxa de Reis, i la seva lletra és coneguda per tots els cardonins.
La lletra d'aquesta Marxa de Reis és la següent:
| « | Correu mare doneu-me la canya, la camisa poseu-me aviat que ja arriben els Reis, sentiu mare? Que ja sona el trepitg dels seus cavalls. Correu que ja arriben passen, passen pels turons i porten neuletes i porten turrons, ai! Correu mare (...) Benvinguts a Cardona els Reis Mags,: Baltasar i Gaspar i Melcior. Que guiats d'una estrella ja arriben a adorar el diví infantó. | » |